# Cuchilla de Buricayupí
Cuchilla de Buricayupí, también conocida como Sauce de Buricayupí es una localidad uruguaya del departamento de Paysandú.

## Ubicación
La localidad se encuentra situada en la zona centro-oeste del departamento de Paysandú, sobre la ruta 26 a la altura de su km 69.

## Población
Según el censo del año 2011 la localidad contaba con una población de 14 habitantes.
| 14            |
| (Fuente: INE) |